# Dos vidas
Dos vidas (Deux vies) est une telenovela espagnole produite par Josep Cister Rubio pour Bambú Producciones.
Elle est diffusée entre le 25 janvier 2021 et le 8 février 2022 sur Televisión Española,,,,, entre le 15 juin 2021 et le 6 juin 2022 sur Novelas TV et depuis le 28 février 2022 sur C8.

## Synopsis
Dans les années 1950, Carmen, 25 ans, vient au Rio Muni, en Guinée espagnole, auprès de son père, Francisco Villanueva, qui possède une scierie dans la foret. Elle a quitté Madrid où elle vivait avec sa mère, Dolorès, et ses frères et sœurs pour rejoindre la colonie. Confrontée au colonialisme et au sexisme, elle doit choisir entre sa conscience et les convenances sociales. De multiples aventures l'attendent, telles que la création et le développement d'un atelier de confection de meubles dans le cadre de la scierie familiale, sa rencontre avec Kiros, jeune indigène surdoué dont elle tombe amoureuse, ses fiançailles puis ses ruptures multiples avec Victor Vélez de Guevara, rejeton d'une famille puissante dominée par la figure du père Ventura, homme sans scrupule, son affrontement avec Patricia Godoy, la compagne de Francisco, dévorée d'ambition et jalouse de l'emprise de Carmen sur son père. Et c'est à la suite de la mort accidentelle de Victor, dont Carmen est indirectement responsable ayant essayé en vain de le désarmer pour lui éviter le meurtre de Patricia, que Carmen devra fuir précipitamment Rio Muni pour s'embarquer pour Cadix et s'installer sous un faux nom (Carmen Cruz) dans le petit village de Robledillo où elle achète une maison et donne naissance à son fils Carlos.
Des décennies plus tard, Julia, 32 ans, vit à Madrid, emprisonnée entre une mère autoritaire et un mari prévoyant de déménager toute la famille au Canada sans lui demander son avis.
Julia découvre que sa vraie grand-mère est Carmen à la suite d'un courrier laissé par son père biologique, Carlos Cruz, fils de Carmen et de Victor, dont elle ignorait l'existence et qui lui lègue, à sa mort, la maison de Robledillo. Elle finit par s'y installer, découvrir le "journal" de Carmen et suivre ses aventures en parallèle avec les siennes. Fiancée puis mariée puis divorcée d'avec son ami d'enfance, Julia aura elle aussi plusieurs inclinaisons amoureuses pour faire finalement, le "bon" choix lors du tout dernier épisode, le 255ème.

## Distribution
- Amparo Piñero (VF : Paulette Fuente) : Carmen Villanueva / Carmen Cruz
- Laura Ledesma (VF : Cecilia Débergh) : Julia María Infante Lou / Julia María Cruz Lou
- Cristina de Inza (VF : Soraya Daid) : Diana Lou Acosta (mère de Julia)
- Sebastián Haro (VF : Jean Georges) : Francisco Villanueva (père de Carmen)
- Silvia Acosta (VF : Lise Ron) : Patricia Godoy (compagne de Francisco, mère d'Angel)
- Oliver Ruano (VF : Olivier Valiente) : Tirso Noguera (patron de l'hötel de Robledillo)
- Aída de la Cruz (VF : Léa Gauge) : Elena Prieto (mère de Maria/Dani, habitante de Robledillo)
- Iván Mendes (VF : Gabin Guerineau) : Kiros (travailleur à la scierie de Rio Muni, amour de Carmen)
- Mar Vidal (VF : Suki Fe) : Agustina (tante de Carmen)
- Lorena López (VF : Karine Stengel) : Cris
- Miguel Brocca (VF : Julien Chettle) : Sergio Cuevas Guzmán (premier fiancé puis mari de Julia)
- Jon López (VF : Tangi Colombel) : Víctor Vélez de Guevara (fiancé de Carmen, fils de Ventura et d'Inès)
- Bárbara Oteiza (VF : Nayéli Forest) : Inés (femme de Ventura, mère de Victor, maitresse de Angel Godoy)
- Iván Lapadula (VF : Ginkgo Reinard) : Ángel Godoy (fils naturel de Patricia, amant d'Inès)
- Chema Adeva (VF : Christophe Petit) : Mario Sasi Alonso (habitant de Robledillo, ami de Carmen dans sa jeunesse)
- Juanlu González (VF : Arnaud Lemoine) : Léo (petit-ami de Julia)
- Álex Mola (VF : Laurent Gérald) : Erik (fils de Cris et du frère de Tirso)
- Mónica Miranda (VF : Jade Hor) : Olga (femme du frère de Tirso, mère d'Erik)
- Sergi Albert (VF : Stéphane Guinon) : Don Emilio
- Esperanza Guardado (VF : Céline Hakoun) : Linda Grisel (la meilleure amie de Carmen)
- Adrián Expósito (VF : Hervé Balbauquet) : Faustino Medina (cousin de Linda)
- Iago García (VF : Mickaël Lancri) : Ventura Vélez de Guevara (puissant entrepreneur redouté de Rio Muni, père de Victor, mari d'Inès)
- Mario García (VF : Thomas Alonso) : Samuel Ribero (jeune homme de Robledillo)
- Boré Buika (VF : Jean Didier Aissy) : Mabale (contremaitre de la scierie des Villanueva)
- Thomas King (VF : Thomas Merenier) : Eko (cousin de Mabale)
- Elena Gallardo (VF : Sandrine Benitez) : Alicia (jeune fille assassinée à Rio Muni)
- Gloria Camila Ortega (VF : Noelle Bullrich) : Cloe (jeune femme de Robledillo)
- Edith Martínez Val (VF : Sophie Ostria) : Enoa (jeune domestique des Villanueva)
- Kenai White (VF : Fanny Gatibelza) : María/Dani, jeune trans de Robledillo, fils d'Elena.
- Celia Sastre (VF : Marie Berton) : Manuela (nièce de Mario)

## Version française
La version française est assurée par Universal Cinergia, à Miami. Les adaptations sont signées par un pool d'auteurs dont David Sauvage, Tangi Colombel, Héloïse Chettle...